# ブルーノ・アレシャンドレ・ロドリゲス
ブルーノ・アレシャンドレ・ロドリゲス（ポルトガル語: Bruno Alexandre Rodrigues, 1989年2月6日 - ）はブラジル・サンパウロ州出身のサッカー選手。

## プロフィール
2005年に15歳で来日し、千葉国際高校に通学していたことからある程度の日本語はできる。
高校卒業後は2008年よりJリーグ・ヴァンフォーレ甲府に加入。2009年4月に行なわれたTAKE ACTION F.C.とのチャリティーマッチに出場し、2得点を挙げていた。次第に出場機会が与えられるようになったが、同年5月に行われた川崎フロンターレとの練習試合で右膝の靭帯を断裂。治療のため帰国したが新たな負傷箇所が見つかったため、7月に登録抹消。シーズン終了後に退団した。
なお、甲府ではプロC契約選手での登録であるため、日本サッカー協会が定めた外国籍総人数の制約は受けていない（但し、1試合における出場登録数の制限は受ける。詳しくは外国人枠を参照）。
2013年、ガイナーレ鳥取へ移籍。7月23日、退団が発表された。
2017年7月、J.FC MIYAZAKIへの加入が発表された。

## 所属クラブ
- 2002年 - 2003年  アメリカFC
- 2004年 - 2005年  マリーリアAC
- 2005年 - 2007年  千葉国際高校（現・翔凜高校）
- 2008年 - 2009年  ヴァンフォーレ甲府
- 2010年  CEラジェアデンセ
- 2011年 - 2012年  パルメイラスB
- 2013年 - 同年7月  ガイナーレ鳥取
- 2014年	 Operário-MT
- 2015年	 サン・ジョゼEC
- 2015年	 ACマルヴェイラ（ポルトガル語版）
- 2016年	 SCアチバイア
- 2017年	 ECノロエスチ
- 2017年7月 - 12月  J.FC MIYAZAKI
- 2020年 -  リオ・プレトEC

## 個人成績
| 国内大会個人成績 | 国内大会個人成績 | 国内大会個人成績 | 国内大会個人成績 | 国内大会個人成績 | 国内大会個人成績 | 国内大会個人成績 | 国内大会個人成績 | 国内大会個人成績 | 国内大会個人成績 | 国内大会個人成績 | 国内大会個人成績 |
| 年度             | クラブ           | 背番号           | リーグ           | リーグ戦         | リーグ戦         | リーグ杯         | リーグ杯         | オープン杯       | オープン杯       | 期間通算         | 期間通算         |
| 年度             | クラブ           | 背番号           | リーグ           | 出場             | 得点             | 出場             | 得点             | 出場             | 得点             | 出場             | 得点             |
| 日本             | 日本             | 日本             | 日本             | リーグ戦         | リーグ戦         | リーグ杯         | リーグ杯         | 天皇杯           | 天皇杯           | 期間通算         | 期間通算         |
| ---------------- | ---------------- | ---------------- | ---------------- | ---------------- | ---------------- | ---------------- | ---------------- | ---------------- | ---------------- | ---------------- | ---------------- |
| 2008             | 甲府             | 16               | J2               | 5                | 0                | -                | -                | 0                | 0                | 5                | 0                |
| 2009             | 甲府             | 30               | J2               | 2                | 0                | -                | -                | 0                | 0                | 2                | 0                |
| ブラジル         | ブラジル         | ブラジル         | ブラジル         | リーグ戦         | リーグ戦         | ブラジル杯       | ブラジル杯       | オープン杯       | オープン杯       | 期間通算         | 期間通算         |
| 2010             | ラジェアデンセ   |                  | ガウション       |                  |                  |                  |                  |                  |                  |                  |                  |
| 2011             | パルメイラスB    |                  | セリエA2         |                  |                  |                  |                  |                  |                  |                  |                  |
| 2012             | パルメイラスB    |                  | セリエA2         |                  |                  |                  |                  |                  |                  |                  |                  |
| 日本             | 日本             | 日本             | 日本             | リーグ戦         | リーグ戦         | リーグ杯         | リーグ杯         | 天皇杯           | 天皇杯           | 期間通算         | 期間通算         |
| 2013             | 鳥取             | 9                | J2               | 2                | 0                | -                | -                | -                | -                | 2                | 0                |
| 2017             | JFC宮崎          | 10               | 九州             | 8                | 4                | -                | -                | -                | -                | 8                | 4                |
| 通算             | 日本             | 日本             | J2               | 9                | 0                | -                | -                | 0                | 0                | 9                | 0                |
| 通算             | 日本             | 日本             | 九州             | 8                | 4                | -                | -                | -                | -                | 8                | 4                |
| 通算             | ブラジル         | ブラジル         | ガウション       |                  |                  |                  |                  |                  |                  |                  |                  |
| 通算             | ブラジル         | ブラジル         | セリエA2         |                  |                  |                  |                  |                  |                  |                  |                  |
| 総通算           |                  |                  |                  |                  |                  |                  |                  |                  |                  |                  |                  |

- Jリーグ初出場 - 2008年3月20日 J2・第3節 対水戸ホーリーホック戦（笠松）